# Heterochelus pauperatus
Heterochelus pauperatus är en skalbaggsart som beskrevs av Hermann Burmeister 1844. Heterochelus pauperatus ingår i släktet Heterochelus och familjen Melolonthidae. Inga underarter finns listade i Catalogue of Life.